# Armadillidium janinensis
Armadillidium janinensis is een pissebed uit de familie Armadillidiidae. De wetenschappelijke naam van de soort is voor het eerst geldig gepubliceerd in 1902 door Verhoeff.